# Ami Nakashima
Ami Nakashima (中島 麻未 Nakashima Ami?, n. 11 de mayo de 1988), también conocida como Ami o Dream Ami, es una cantante, bailarina y personalidad de televisión japonesa. Es una exmiembro de las agrupaciones femeninas Dream y E-girls.
A los 14 años debutó como la octava miembro del grupo Dream.

## Primeros años
Nació en Minō, Prefectura de Osaka el 11 de mayo de 1988, siendo la hija menor. Ami tiene un hermano y hermana mayor. Mientras cursaba el tercer año de la escuela primaria, se inscribió en el coro de chicos y chicas de Minō, donde era una cantante de alto. Luego de actuar en recitales, se interesó por entrar en la industria del entretenimiento con el fin de que muchas personas la vieran. Antes de debutar, tomó clases de canto y baile en Osaka.

## Filmografía

### Películas
| Título                | Año  | Papel   | Notas           |       |
| --------------------- | ---- | ------- | --------------- | ----- |
| Zootopia              | 2016 | Gazelle | Doblaje japonés |       |
| Under the Black Dress | 2017 | Yui     | Cortometraje    | [ 1 ] |

### Televisión
| Título                                             | Año     | Papel             | Cadena   | Notes                      |  |
| -------------------------------------------------- | ------- | ----------------- | -------- | -------------------------- |  |
| Shūkan Exile                                       | 2012–14 | Presentadora      | TBS      |                            |  |
| Monsieur!                                          | 2013    | Ami               | CBC      | Episodio 10                |  |
| High Noon TV Viking!                               | 2014–16 | Reparto regular   | Fuji TV  | Apariciones del jueves     |  |
| BF Kaigi                                           | 2014–15 | Presentadora      | TV Asahi |                            |  |
| Chibi Maruko-chan                                  | 2015    | Ella mimsma (voz) | Fuji TV  | Television special         |  |
| Good Time Music                                    | 2016–17 | Presentadora      | TBS      |                            |  |
| Rikukaiku Konna Jikan ni Chikyu Seifuku Suru Nante | 2017–   | Reparto regular   | TV Asahi | Presentaciones quincenales |  |

### Radio
| Título            | Año     | Papel             | Cadena |  |
| ----------------- | ------- | ----------------- | ------ |  |
| Beautiful Harmony | 2013–17 | DJ/Copresentadora | FM802  |  |

### Shows web
| Título                                  | Año   | Papel           | Cadena   |  |
| --------------------------------------- | ----- | --------------- | -------- |  |
| Dam Channel                             | 2013  | Presentadora    | Club Dam |  |
| Dam Channel TV                          | 2017– | Presentadora    | Club Dam |  |
| Manatsu no Ookami-kun ni wa Damasarenai | 2017  | Reparto regular | AbemaTV  |  |

## Banda / Grupos
- Dream (2002-)
- E-girls (2011-)
- DANCE EARTH PARTY (2014)

## Discografía
- Re: Dream (2017)

## Giras
- Dream Ami 1st Live Tour 2017 Re: Dream (2017)

## Apariciones Especiales
1. tofubeats - POSITIVE feat. Dream Ami [2015.08.09]

## Participación de Ami en las canciones de E-girls
- (Como vocalista)

- (Sencillos)

1. Follow Me
2. Himawari (E-Girls Version)
3. THE NEVER ENDING STORY
4. JUST IN LOVE
5. CANDY SMILE
6. Gomennasai no Kissing You
7. Koi no Boogie Woogie Train
8. Kurukuru
9. Winter Love ~Ai no Okurimono~
10. I Heard A Rumour ~Uwasa Wassap!~
11. Diamond Only
12. E.G. Anthem -WE ARE VENUS-
13. Chocolat
14. Odoru Ponpokorin
15. Ureshii! Tanoshii! Daisuki!
16. Highschool♡love
17. Mr. Snowman
18. Move It! -Dream & E-girls TIME-

- (Álbumes)
- Lesson 1

1. Shiny girls

- COLORFUL POP

1. Mirai e
2. CHEWING GUM
3. Yakusoku no Basho

- E.G. TIME

1. Music Flyer
2. Jiyou no Megami ~Yuvuraia~
3. Kibou no Hikari ~Kiseki wo Shinjite~ (Dream & E-girls version)

- (Como performer (bailarina))

1. Celebration!
2. One Two Three
3. RYDEEN ~Dance All Night~